# مارجريت ليندسى
مارجريت ليندسى (بالإنجليزية: Margaret Lindsay)‏ هي ممثلة أمريكية، ولدت في 19 سبتمبر 1910 في الولايات المتحدة، وتوفيت في 9 مايو 1981 بلوس أنجلوس في الولايات المتحدة بسبب نفاخ رئوي.

## أعمال

### أفلام
- (1933) الموكب
- (1935) خطر
- (1938) إيزابيل
- (1945) شارع سكارليت

## وصلات خارجية
- مارجريت ليندسى على موقع IMDb (الإنجليزية)
- مارجريت ليندسى على موقع ألو سيني (الفرنسية)
- مارجريت ليندسى على موقع ميوزك برينز (الإنجليزية)
- مارجريت ليندسى على موقع تيرنر كلاسيك موفيز (الإنجليزية)
- مارجريت ليندسى على موقع أول موفي (الإنجليزية)
- مارجريت ليندسى على موقع قاعدة بيانات برودواي على الإنترنت (الإنجليزية)
- مارجريت ليندسى على موقع قاعدة بيانات الأفلام السويدية (السويدية)
- مارجريت ليندسى على موقع إن إن دي بي (الإنجليزية)
- مارجريت ليندسى على موقع قاعدة بيانات الفيلم (الإنجليزية)
- مارجريت ليندسى على موقع كينوبويسك (الروسية)